# Tjaernoeia exquisita
Tjaernoeia exquisita is een slakkensoort uit de familie van de Tjaernoeiidae. De wetenschappelijke naam van de soort is voor het eerst geldig gepubliceerd in 1883 door Jeffreys.